# Demak

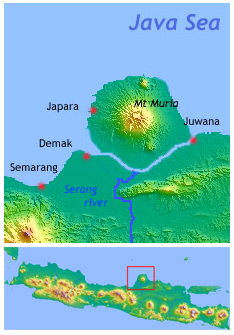
Demak i pobliskie porty; linia wybrzeża przybliżona z czasów gdy góra Muria i Jawa były jeszcze rozdzielone

Demak (jaw. ꦏꦱꦸꦭ꧀ꦠꦤꦤ꧀ ꦢꦼꦩꦏ꧀) – sułtanat istniejący w latach 1475–1548 na północy Jawy w Indonezji, w pobliżu istniejącego do dziś miasta Demak. Był to pierwszy sułtanat na Jawie i odegrał ważną rolę w ustanowieniu islamu na Półwyspie Malajskim. Początki tegoż państwa muzułmańskiego są niepewne – prawdopodobnie został założony przez Radena Pataha.

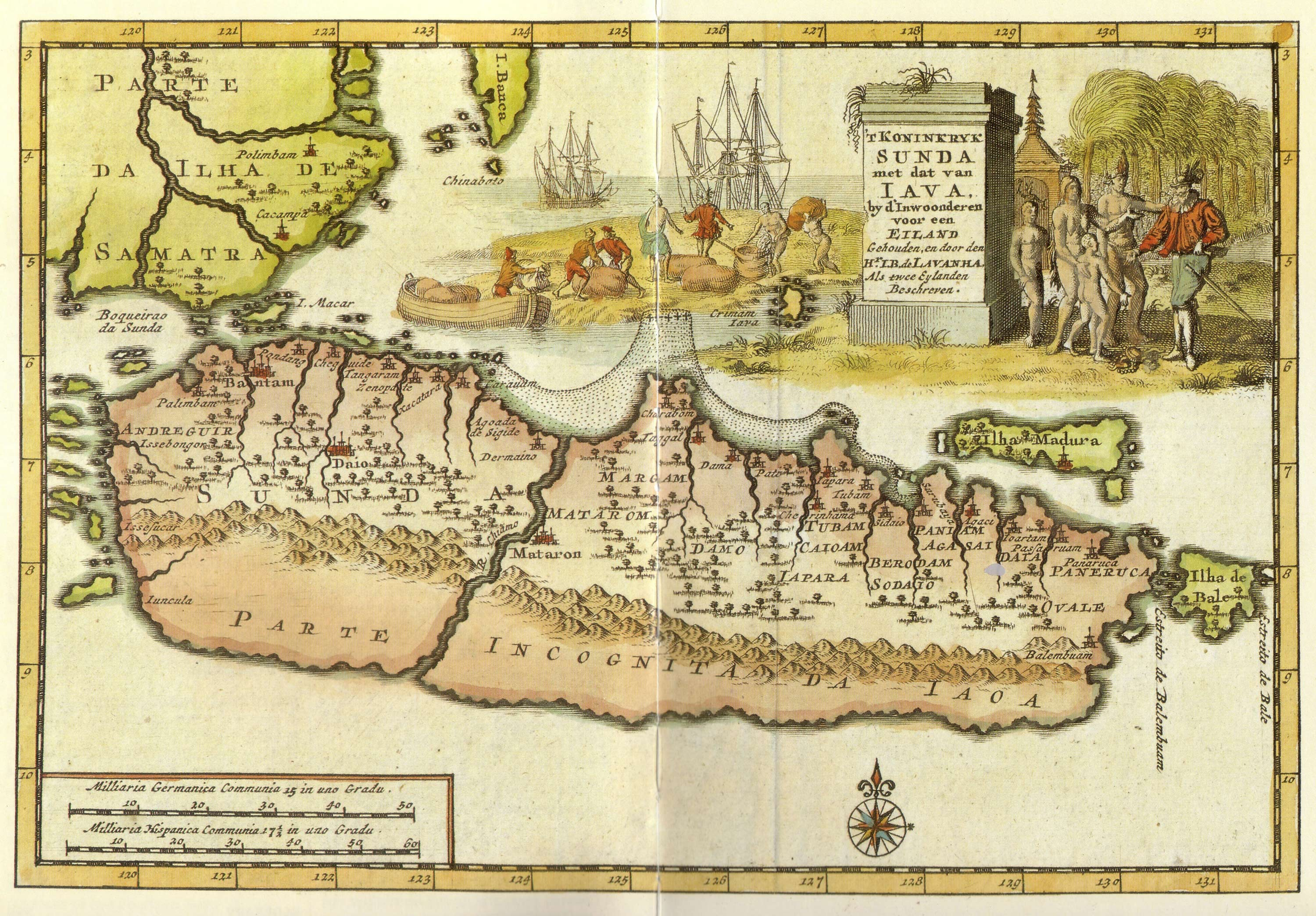
Europejska mapa Jawy z pocz. XVIII w. Zaznaczone tylko porty znane Europejczykom; Demak opisany jako Damo